# つっぱりウォーズ
つっぱりウォーズ（英：Delinquent Wars" ）は1991年6月28日にサミーより、発売されたファミリーコンピュータ用シミュレーションゲームである。

## 概要
数あるツッパリの顔から1人を選び、番長を倒し、敵対するツッパリを倒し、シマを広げ、シマを統一するシミュレーション。1人で戦うツッパリウォーズと3人までプレイできるツッパリスクがある。
戦闘では兵隊を指揮するモードと、タイマン勝負をする格闘モードがある。
ゲームオーバーが無く、負けると転校という形でやり直しになる。
格闘モードにこれといったコツ、攻略法が無く、運任せな要素が多く、難易度が高い。

## 全体的な流れ
1. 中学校に転校、その学校の番長とのタイマンに勝つ。
2. 画面一つ分のマップの「中学生ウォーズ」で灰色のシマから兵隊を倒し吸収、自軍のシマに分け、赤色のシマの番長を倒し制圧する。
3. 画面二つの「高校生ウォーズ」に入る。以後、同じく三つ分の「つっぱりウォーズ」を制覇すればクリア。

## コマンド
- なまず

行動不能にする
- 炎

画面に炎が出る。触れると敵味方関係無くダメージ
- 雷

画面内の敵にダメージ
- 警察

警察が来て中断される。画面内にいる兵隊は連行される
- バイク

画面内をバイクが走り、敵にダメージ
- ヤクザ

ヤクザが出てきて敵味方関係無く攻撃する